# Édicule San Gennaro
L'édicule San Gennaro est un sanctuaire sacré de Naples situé Piazza Enrico De Nicola, dans une position centrale entre le Castel Capuano, l'église de Santa Caterina a Formiello et la porte Capuana. 

## Histoire et description
L'édicule avec le buste de saint Janvier de Bénévent a été souhaité et payé par la Députation du Trésor de San Gennaro en remerciement de la protection accordée par le saint à la ville à l'occasion de diverses catastrophes. 
L'ouvrage a été conçu par Ferdinando Sanfelice tandis que l'exécution des sculptures a été confiée à Lorenzo Vaccaro en 1706.  Cependant, il ne fit que les deux petits « anges » sur le tympan, avant d'être assassiné l'année suivante ; l'œuvre fut ensuite complétée par son fils, Domenico Antonio Vaccaro qui, en 1708, compléta le monument en sculptant le Buste de San Gennaro, d'aspect plaisant, différent de celui aristocratique qui lui était attribué habituellement.